# Morhad Amdouni
Morhad Amdouni (Porto Vecchio, 21 gennaio 1988) è un mezzofondista e maratoneta francese.
In carriera ha vinto la medaglia d'oro nei 10 000 metri piani agli Europei di Berlino 2018. È stato inoltre campione nei 5000 m agli Europei juniores di Hengelo 2007. Si è reso protagonista di un gesto antisportivo alle Olimpiadi di Tokyo 2020, facendo cadere un'intera fila di bottiglie destinate ai maratoneti al fine di non farle prendere agli avversari.

## Biografia
Disputa la sua prima competizione di rilievo nel 2006 partecipando ai mondiali juniores di Pechino, dove però non supera le batterie dei 1500 m. L'anno successivo arriva 38º nella categoria juniores dei campionati del mondo di corsa campestre 2007, per poi fregiarsi del titolo di campione nei 5000 m agli europei juniores di Hengelo 2007. Sul finire dell'anno arriva anche un oro nella corsa individuale juniores e in quella a squadre agli europei di corsa campestre.
Avanzato quindi alla categoria under-23, partecipa agli europei di corsa campestre 2008 dove conquista una medaglia di bronzo nella corsa a squadra e si piazza 8º nella corsa individuale. Nel luglio del 2009 stabilisce invece il primato europeo under-23 nei 3000 m correndo in 7'37"50. Conquista la sua prima medaglia a livello seniores nel 2010 ai campionati europei di corsa campestre, nella competizione a squadre.
Il 7 agosto 2018 si laurea campione nei 10000 m piani agli europei svoltisi a Berlino, precedendo il belga Abdi e l'italiano Crippa.
Alla maratona dei Giochi olimpici di Tokyo 2020, in cui conclude la gara al 17º posto, è autore di un gesto antisportivo. Il maratoneta, infatti, mentre passa accanto a uno dei punti di ristoro per la distribuzione di acqua, fa cadere deliberatamente un'intera fila di bottiglie passandoci sopra la mano,  di fatto ostacolando gli avversari, dopo aver messo in salvo una bottiglia per sé.

## Progressione

### 1 500metri piani
| Stagione | Tempo   | Luogo      | Data      | Rank. Mond. |
| -------- | ------- | ---------- | --------- | ----------- |
| 2016     | 3'35"58 | Roma       | 2-6-2016  |             |
| 2015     | 3'34"05 | Monaco     | 17-7-2015 |             |
| 2009     | 3'48"08 | Angers     | 24-7-2009 |             |
| 2008     | 3'46"47 | Saint-Maur | 6-6-2008  |             |
| 2007     | 3'42"84 | Ninove     | 11-8-2007 |             |
| 2006     | 3'45"72 | Les Sables | 30-7-2006 |             |

### 3 000metri piani
| Stagione | Tempo   | Luogo     | Data      | Rank. Mond. |
| -------- | ------- | --------- | --------- | ----------- |
| 2009     | 7'37"50 | Parigi    | 17-8-2009 |             |
| 2008     | 7'59"06 | Montgeron | 11-5-2008 |             |
| 2007     | 8'10"07 | Marsiglia | 15-6-2007 |             |
| 2006     | 8'14"28 | Valbonne  | 30-6-2006 |             |

### 5 000metri piani
| Stagione | Tempo    | Luogo      | Data      | Rank. Mond. |
| -------- | -------- | ---------- | --------- | ----------- |
| 2018     | 13'19"93 | Stoccolma  | 10-6-2018 |             |
| 2016     | 13'22"64 | Stoccolma  | 16-6-2016 |             |
| 2015     | 14'04"63 | Čeboksary  | 20-6-2015 |             |
| 2010     | 13'45"49 | Metz       | 29-6-2010 |             |
| 2009     | 13'14"19 | Rabat      | 23-5-2009 |             |
| 2008     | 14'04"16 | Albi       | 24-7-2008 |             |
| 2007     | 13'56"03 | Carquefou  | 22-6-2007 |             |
| 2006     | 14'16"55 | Saint-Maur | 21-6-2006 |             |

### 10 000metri piani
| Stagione | Tempo    | Luogo  | Data      | Rank. Mond. |
| -------- | -------- | ------ | --------- | ----------- |
| 2018     | 27'36"80 | Londra | 19-5-2018 |             |

## Palmarès
| Anno | Manifestazione   | Sede          | Evento         | Risultato  | Prestazione | Note                                     |
| ---- | ---------------- | ------------- | -------------- | ---------- | ----------- | ---------------------------------------- |
| 2009 | Mondiali         | Berlino       | 5000 m piani   | Batteria   | 13'29"64    |                                          |
| 2015 | Mondiali         | Pechino       | 1500 m piani   | Semifinale | 3'37"79     |                                          |
| 2016 | Europei          | Amsterdam     | 1500 m piani   | 13º        | 3'51"61     |                                          |
| 2016 | Europei          | Amsterdam     | 5000 m piani   | 5º         | 13'40"94    |                                          |
| 2016 | Europei di cross | Chia          | Corsa seniores | 17º        |             |                                          |
| 2018 | Europei          | Berlino       | 5000 m piani   | Bronzo     | 13'19"14    | Miglior prestazione personale stagionale |
| 2018 | Europei          | Berlino       | 10000 m piani  | Oro        | 28'11"22    |                                          |
| 2021 | Giochi olimpici  | Tokyo         | 10000 m piani  | 10º        | 27'53"58    | Record nazionale                         |
| 2021 | Giochi olimpici  | Tokyo         | Maratona       | 17º        | 2h14'33"    | Miglior prestazione personale stagionale |
| 2022 | Europei di cross | Venaria Reale | Corsa seniores | 11º        | 30'12"      |                                          |
| 2022 | Europei di cross | Venaria Reale | A squadre      | Oro        | 24 p.       |                                          |
| 2023 | Mondiali         | Budapest      | Maratona       | dnf        | dnf         |                                          |

## Campionati nazionali
2006
- Argento ai campionati francesi under-20, 1500 m - 3'57"58

2007
- Oro ai campionati francesi under-20, 1500 m - 3'49"80

2008
- 8º ai campionati francesi, 5000 m - 14'04"16
- Argento ai campionati francesi under-23, 1500 m - 3'58"98

2009
- 5º ai campionati francesi, 1500 m - 3'48"08
- 20º ai campionati francesi di corsa campestre - 37'18"

2010
- Oro ai campionati francesi, 5000 m - 14'08"55

2011
- Oro ai campionati francesi di corsa campestre - 36'01"

2016
- Oro ai campionati francesi, 5000 m - 14'12"33
- 5º ai campionati francesi di corsa campestre - 39'07"

2021
- Oro ai campionati francesi, 10 km su strada - 28'27"
- 7º ai campionati francesi di corsa campestre - 31'44"

2024
- 13º ai campionati francesi di corsa campestre - 33'42"

## Altre competizioni internazionali
2008
- Oro al Méjanne Cross	( Méjannes-le-Clap) - 37'26"
- 12° al Cross Ouest-France ( Le Mans) - 27'32"
- 4° al Cross du Sud-Ouest ( Gujan-Mestras) - 27'08"
- Bronzo al Cross di Les Mureaux ( Les Mureaux) - 25'12"

2010
- Argento al Cross di Allonnes ( Allonnes) - 27'32"

2011
- 11° alla Corrida Pédestre Internationale de Houilles ( Houilles) - 29'14"
- 5° al Cross de l'Acier ( Leffrinckoucke) - 29'10"
- Oro al Cross di Linguizzetta ( Linguizzetta) - 27'32"

2012
- 8° al Cross Ouest-France ( Le Mans) - 30'42"

2013
- Oro alla Paris Centre Nike 10 km ( Parigi) - 29'36"

2014
- Oro alla Corrida de Noël ( Issy-les-Moulineaux) - 29'44"

2015
- 6º alla We Run Rome ( Roma) - 28'58"
- Oro alla Foulees Bussy Marne la Vallee ( Bussy-Saint-Georges) - 30'42"

2016
- Oro alla 20 km di Parigi ( Parigi), 20 km - 59'18"
- Oro alla Paris Centre 10 km ( Parigi) - 29'27"
- Oro alla Forestier de Roissy en Brie	( Roissy-en-Brie) - 29'54"
- 5° al Cross di Allonnes ( Allonnes) - 27'43"

2018
- Argento in Coppa Europa dei 10 000 metri ( Londra) - 27'36"80

2019
- 8º alla Maratona di Parigi ( Parigi) - 2h09'14"

2022
- Oro in Coppa Europa dei 10 000 metri ( Birmingham), 10000 m piani - 27'23"39
- Bronzo alla Maratona di Parigi ( Parigi) - 2h05'22"

2023
- 13º alla Maratona di Parigi ( Parigi) - 2h12'45"
- 17º alla Maratona di Valencia ( Valencia) - 2h06'55"

2024
- Argento alla Maratona di Siviglia ( Siviglia) - 2h03'47"